# Geoffroy d'Andigné
Pour les autres membres de la famille, voir Famille d'Andigné.
Le comte Geoffroy d'Andigné est un homme politique français né le 11 février 1858 à Sainte-Gemmes-d'Andigné et mort le 10 mars 1932 à Angers, en Maine-et-Loire.

## Biographie

### Famille
Fils du comte Charles d'Andigné (1816-1876) et de Marie de la Ville de Férolles des Dorides (1833-1860), il naît au château de la Blanchaye, à Sainte-Gemmes-d'Andigné. Son père mourant tôt, il est principalement élevé par son oncle, Henri-Marie-Léon d'Andigné, conseiller général et sénateur de Maine-et-Loire.  
Geoffroy d'Andigné épouse en 1885 Hélène Chandon de Briailles. Il administre ses terres et mène une carrière politique locale, conseiller municipal de Sainte-Gemmes-d'Andigné puis, en 1907, conseiller général du canton de Segré, en remplacement de son ami Joseph de la Perraudière. Il conserve toute sa vie ce mandat

### Première guerre mondiale
Quand éclate la Première Guerre mondiale, alors qu'il a 56 ans, il s'engage dans l'armée comme simple cavalier au 28e dragons, et revient de la guerre décoré de la Croix de Guerre 14-18 et de la Médaille militaire. 
Réélu conseiller général en 1918, il devient maire de sa ville natale l'année suivante. 

### Député
En 1924, il est élu député et choisit de ne rejoindre aucun groupe. Réélu au scrutin uninominal en 1928, il adhère au groupe conservateur des Députés indépendants. Parlementaire discret, il est essentiellement actif sur les questions sociales, et plus particulièrement sur le mutualisme, les familles nombreuses et les questions agricoles,.
Il décède en 1932, peu de temps avant le terme de son mandat. Lors des élections législatives de 1932, son cousin Fortuné d'Andigné est élu dans sa circonscription de Segré.

## Décorations
Croix de guerre 1914–1918
 Médaille militaire

### Biographies
- « Geoffroy d'Andigné », dans le Dictionnaire des parlementaires français (1889-1940), sous la direction de Jean Jolly, PUF, 1960 [détail de l’édition]
- Célestin Port, Dictionnaire historique, géographique et biographique de Maine-et-Loire et de l'ancienne province d'Anjou : A-C, t. 1, Angers, H. Siraudeau et Cie, 1965, 2e éd. (BNF 33141105, lire en ligne)